# Vicia platensis
Vicia platensis är en ärtväxtart som beskrevs av Carlos Luis Spegazzini. Vicia platensis ingår i släktet vickrar, och familjen ärtväxter. Inga underarter finns listade i Catalogue of Life.